# 島原の乱における一揆勢の主要人物
島原の乱における一揆勢の主要人物（しまばらのらんにおけるいっきぜいのしゅようじんぶつ）は、江戸時代初期に起こった日本の歴史上最も大規模な一揆･島原の乱で、一揆を起こした首謀者、関係者のことである。
一揆勢の陣容については乱勃発時の史料が少なく、記録に残ったものは後世に欠かれた史料をもととしたものが多く、信憑性に乏しいものもある。

## 乱の主な首謀者･指導者
首謀者･指導者には、関ヶ原の戦いで処刑された小西行長、その後改易などにあった有馬晴信、加藤清正の家中の者が多いと思われる。
- 城内役職
  - 総大将：益田四郎時貞〔益田好次の嫡子〕
  - 評定衆：益田好次〔小西氏旧臣〕
  - 評定衆・本丸大将[1]・三ノ丸出丸大将[2]：有家監物入道休意（時次）〔有馬氏・松倉氏旧臣〕
  - 評定衆：蘆塚忠右衛門（貞家）〔小西氏家臣の子・有馬氏旧臣〕
  - 評定衆：渡辺伝兵衛〔大矢野 元庄屋〕
  - 評定衆：赤星内膳（道重）〔加藤氏家臣の子[3]〕
  - 評定衆：会津宗印〔浪人〕
  - 評定衆[4]：大江治兵衛〔天草大江村庄屋〕
  - 評定衆：三宅次郎右衛門（重徳）〔松倉氏家臣・蔵奉行〕
  - 惣奉行・兵糧奉行：森宗意軒〔小西氏旧臣〕（首謀者の一人[5]）
  - 惣奉行：蜷川左京〔浪人〕
  - 侍大将・武者奉行：池田清左衛門（光時）〔浪人〕
  - 武者奉行：松島半之丞〔松倉氏旧臣〕
  - 武者奉行：布津村代右衛門〔浪人〕
  - 武者奉行・二ノ丸北丸番頭：会津玄察〔松倉氏旧臣[6]・医者〕
  - 鉄砲奉行：柳瀬茂右衛門〔浪人〕
  - 鉄砲奉行：鹿子木右馬助〔浪人〕
  - 鉄砲奉行：時枝隼人〔浪人〕
  - 使武者:千々石作左衛門（正時）〔浪人〕
  - 使武者：会津刑部（重定）〔浪人〕
  - 夜廻奉行：志岐丹波（義安）〔浪人〕
  - 夜廻奉行：栖本左京進〔浪人〕
- 原城本丸　守備（約2000人[7]）
  - 本丸番頭：山田右衛門作〔有馬氏旧臣・松倉氏御用達南蛮絵師〕　※
  - 鉄砲頭：上津浦大蔵（忠次）
  - 物頭：坂部源八〔浪人〕
  - 物頭：蘆塚忠太夫〔蘆塚忠右衛門 (子)の弟[3]〕
  - 物頭：蘆塚左内〔蘆塚忠右衛門 (子)の子[3]〕
  - 天草四郎近習：三宅左平治〔三宅次郎右衛門の子〕　※
- 原城大江丸　守備（約1400人[7]）
  - 大将：大矢野三左衛門（近守）〔浪人〕
  - 百姓頭：千々石五郎左衛門〔加藤氏家臣の子[8]〕
- 原城二ノ丸　守備（約5200人（非戦闘員除く）[7]）
  - 大将：有馬掃部（重正）〔浪人〕
  - 番頭：千束善右衛門〔小西氏旧臣（供頭）〕（首謀者の一人[5]）
  - 物頭：三会村金作〔島津氏・小西氏旧臣〕
- 原城二ノ丸出丸　守備（約500人[9]）
  - 出丸大将：田崎刑部（重吉）〔浪人〕
- 原城三ノ丸　守備（約3600人[10]）
  - 大将：堂崎対馬（次家）〔浪人〕
  - 番頭：大江源右衛門（実光）〔小西氏旧臣〕（首謀者の一人[5]）
  - 百姓：北有馬村雅楽助　※
  - 鉄砲頭・日野江口百姓頭：布津村恭右衛門〔庄屋〕
  - 出丸鉄砲頭：佐志木佐治右衛門〔浪人〕
- 原城天草丸　守備（約4000人）
  - 大将：本戸但馬（安正）〔浪人〕
  - 鉄砲頭：上津浦三郎兵衛（種清）〔浪人〕
  - 百姓：渡辺左太郎〔渡辺伝兵衛二男〕
- 浮武者（遊軍）（約2000人）
  - 浮武者頭：大矢野松右衛門〔小西氏旧臣・元 本多忠朝剣術指南役とも[3]〕（首謀者の一人[5]）
  - 浮武者頭：山善左衛門〔小西氏旧臣〕（首謀者の一人[5]）

※印は幕府方に投降した人物